# Zvi Meniker
Zvi Meniker (* 1964 in Moskau) ist ein israelischer Cembalist, Organist, Fortepianist und Musikwissenschaftler.

## Leben
Meniker wurde in Moskau geboren und wuchs in Israel auf. Im Alter von 15 Jahren begann er sein Musikstudium am Mozarteum in Salzburg. Ebendort sowie am Konservatorium Zürich bestand er sein Diplom mit Auszeichnung. Zu seinen Lehrern gehörten Alois Forer, Nikolaus Harnoncourt und Johann Sonnleitner. Anschließend setzte Meniker seine Studien der historischen Aufführungspraxis bei Malcolm Bilson an der Cornell University in Ithaca (USA) fort, wo er 2001 seine Doktorarbeit vorlegte mit einem Thema zu den Klavierwerken von Frédéric Chopin.
Meniker konzertierte in Europa, in Israel und in den USA. Sein Repertoire umfasst verschiedene Epochen, vom späten Mittelalter bis zur Musik des 20. Jahrhunderts.
Meniker lehrte Cembalo und Aufführungspraxis an der Duke University in den USA.  Er unterrichtete als Dozent an der Hochschule „Felix Mendelssohn Bartholdy“ in Leipzig und ist Dozent an der Akademie für Alte Musik in Jerusalem. Seit 1999 ist er Professor für Cembalo, Klavier und Alte Musik an der Hochschule für Musik und Theater Hannover.

## Diskografie (Auswahl)
- Beethoven: The Complete Piano Sonatas on Period Instruments. Malcom Bilson, Tom Beghin, David Breitman, Ursula Dütschler, Zvi Meniker, Bart van Oort, Andrew Willis, Klavier (Claves; 1997)
- Georg Friedrich Händel A Flauto e Cembalo. Sonatas for recorder and hapsichord. Mit Heiko ter Schegget, Blockflöte (MDG; 2009)

- Dussek: Complete Piano Sonatas Volume 7 – Sonatas op. 47 und op. 64. (Brilliant Classics; 2019)